# Emajõgi

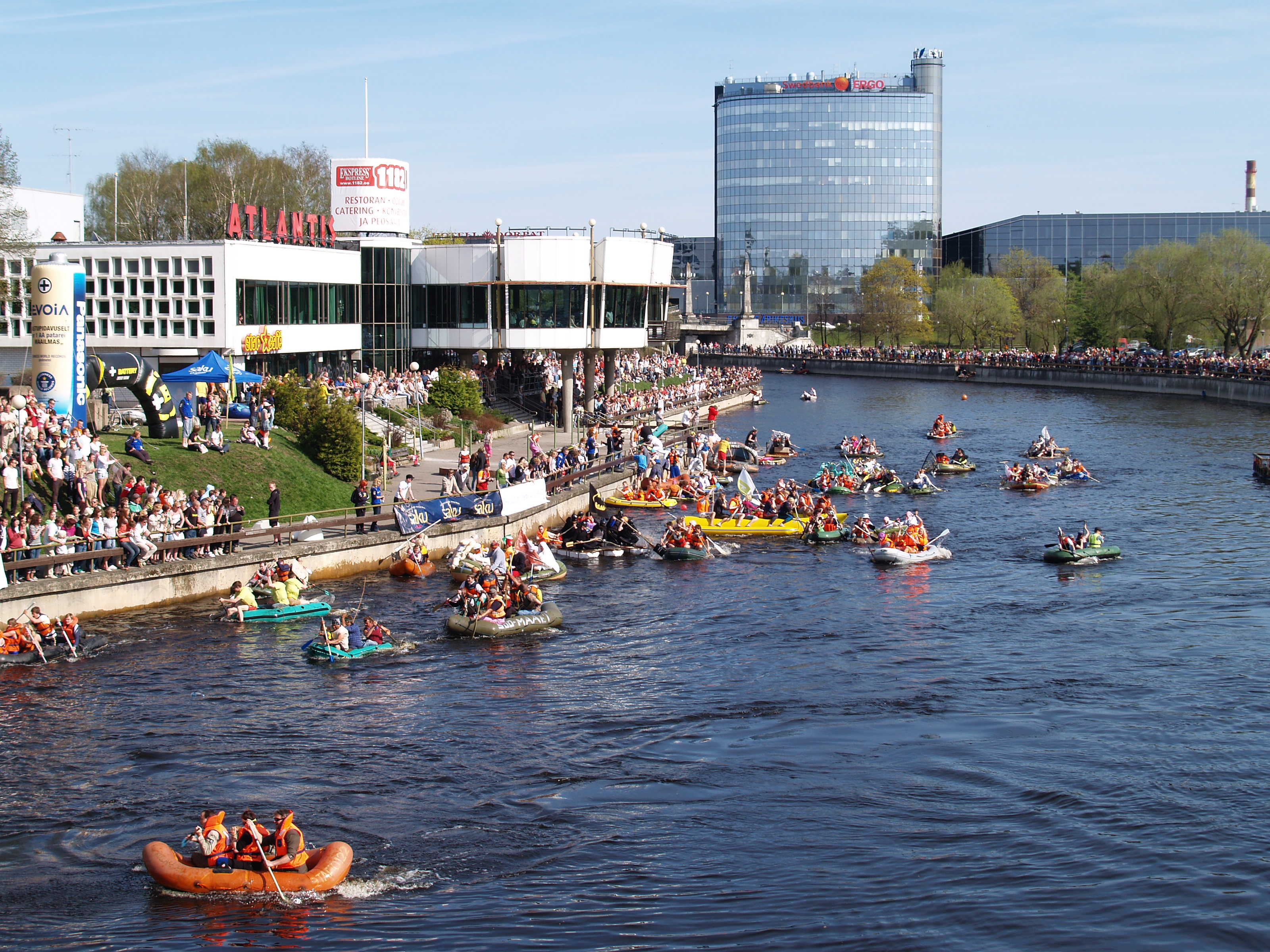
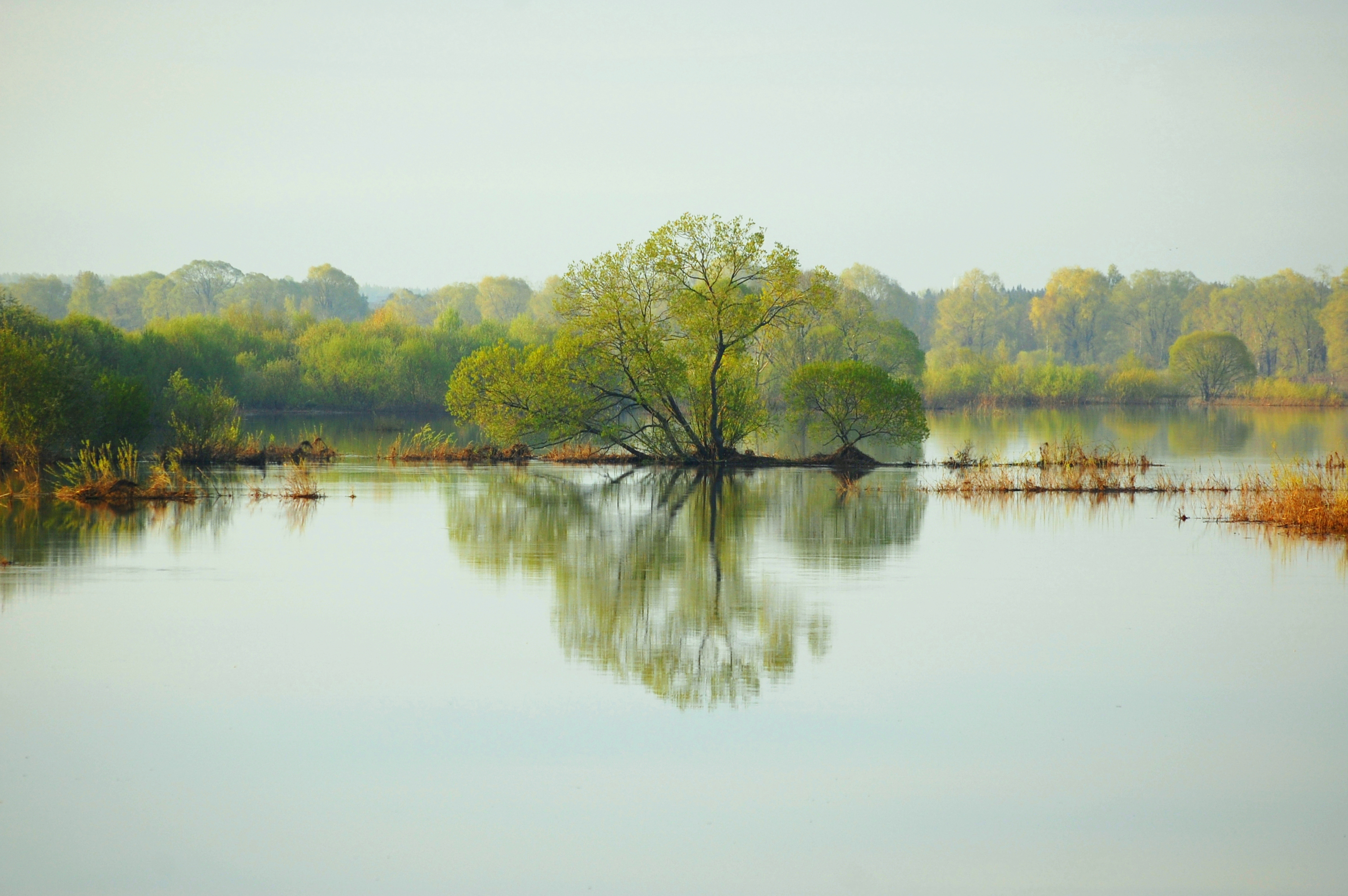
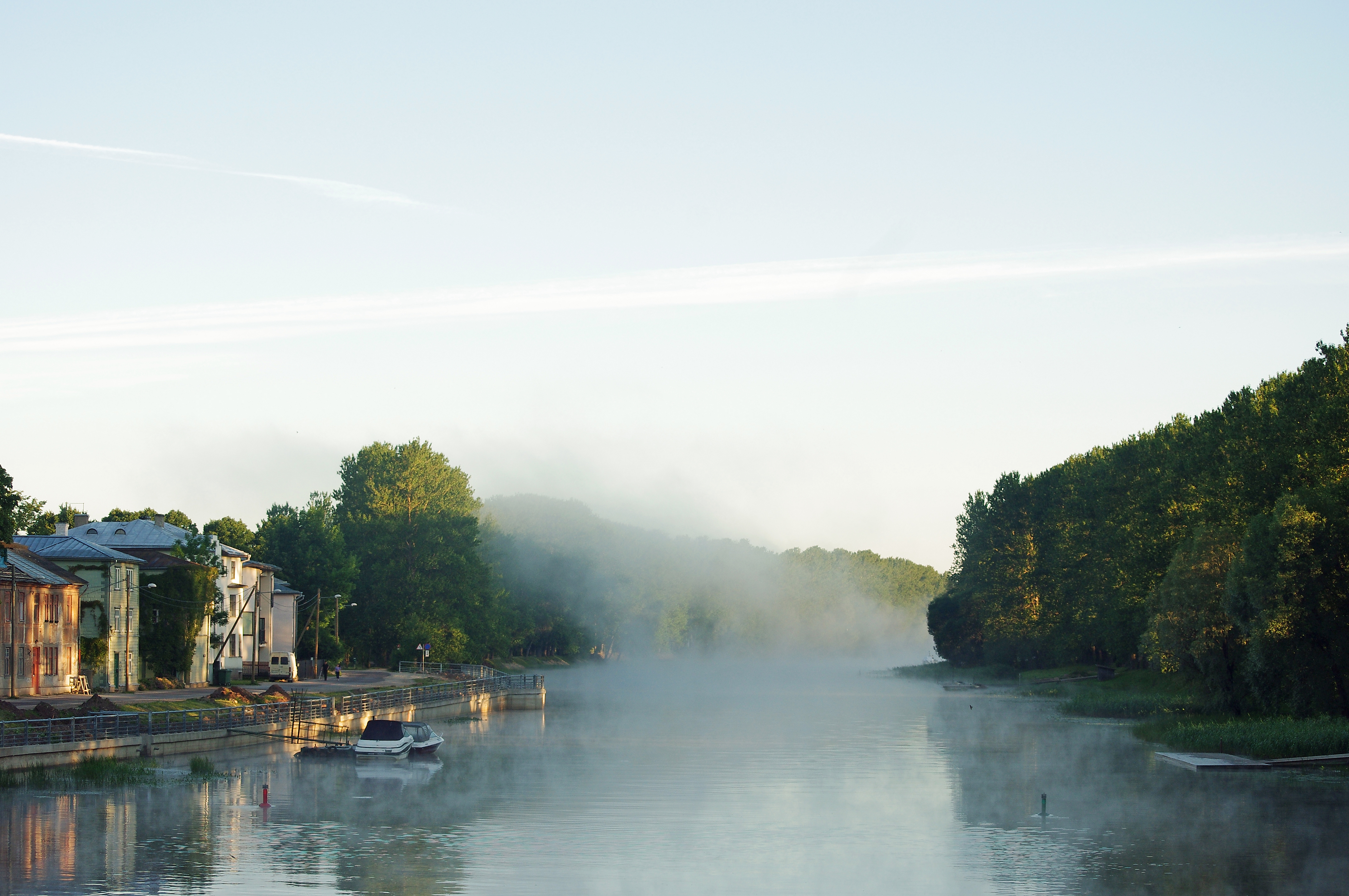
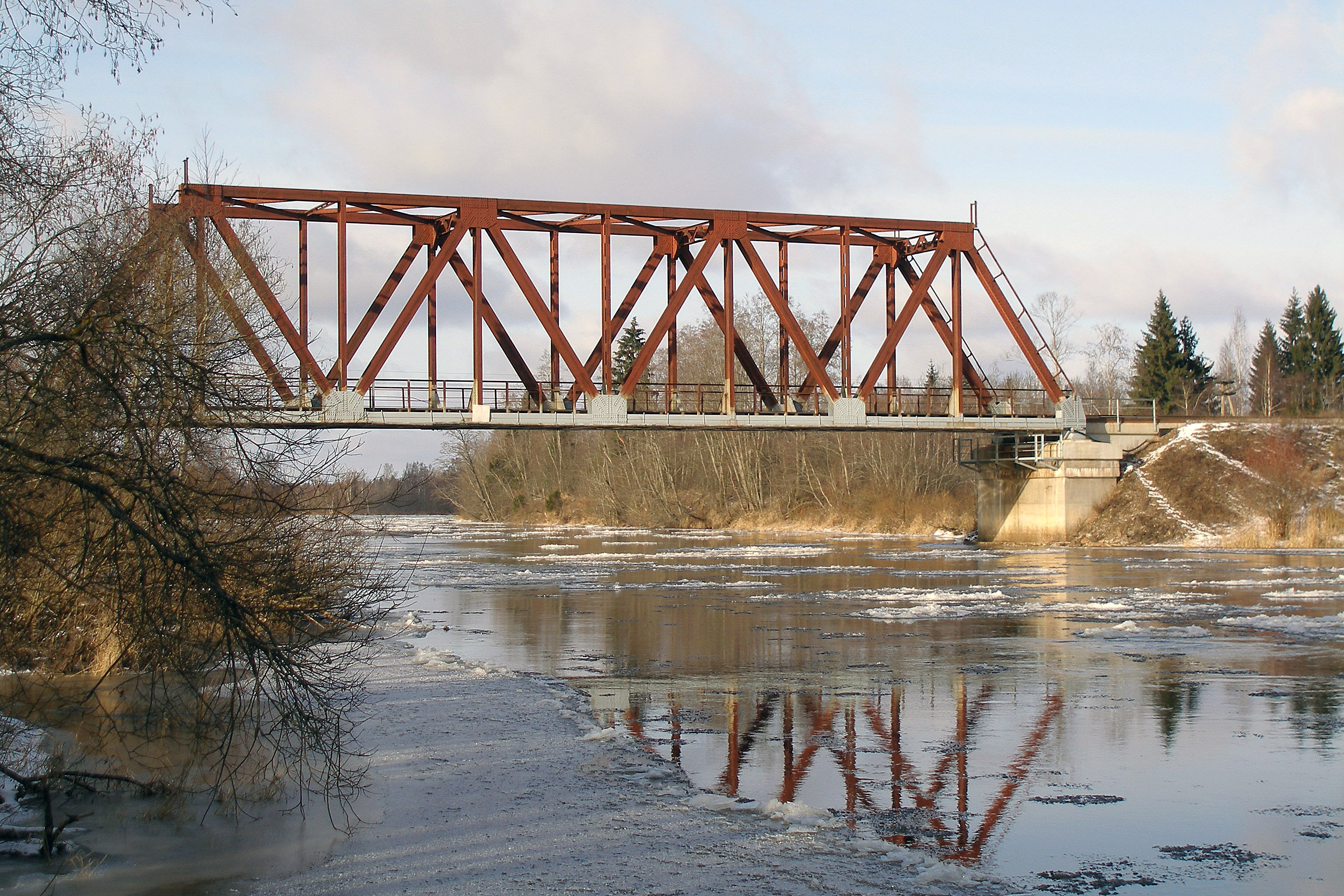
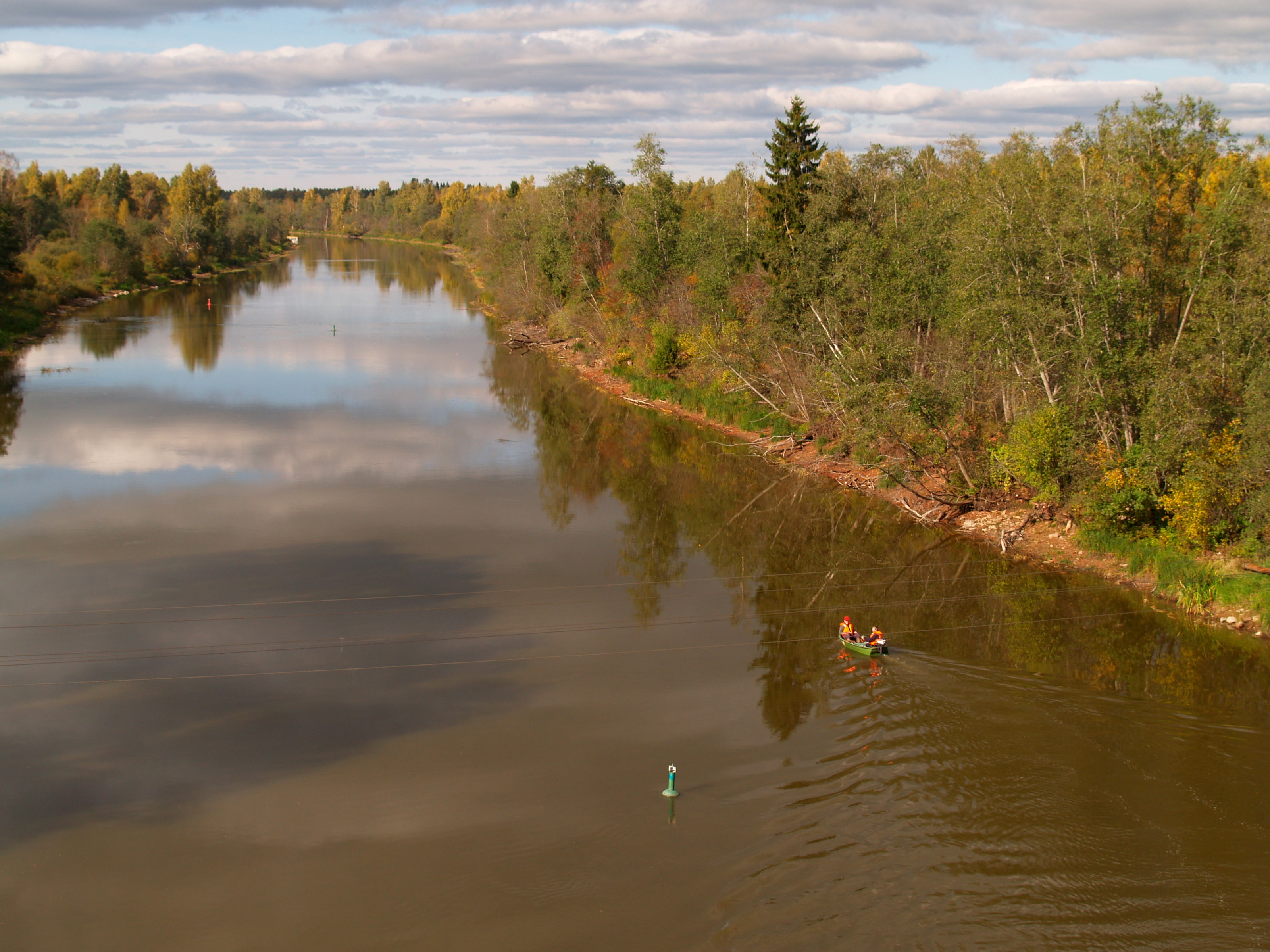

Az Emajõgi (németül: Embach; lettül: Mētra) Észtország legnagyobb folyója, nevének jelentése „Anya-folyó”.
A Võrts-tóból indul, Tartu megyén át a Peipus-tóba folyik, Tartu városát 10 km hosszan érintve. A teljes hossza 101 km. Néha Suur Emajõgi („Nagy Emajõgi”) néven nevezik, megkülönböztetésképpen a Väike Emajõgi-tól („Kis Emajõgi”), amely a Võrts-tó déli részébe ömlik.